# Chi Thâu lĩnh
Chi Thâu lĩnh (danh pháp khoa học: Alphonsea) là một chi thực vật trong họ Annonaceae.

## Đặc điểm
Các loài trong chi này là cây gỗ hay cây bụi, không lông hay với các lông tơ mọc đơn lẻ. Cuống lá ngắn; phiến lá thường dai bóng như da (từ dày tới mỏng). Cụm hoa mọc ở các gióng, đối diện với lá, hiếm khi ngoài nách lá hay trong nách lá, 1 hoa hay cụm hoa tới 12 hoa. Hoa lưỡng tính. Đế hoa hình trụ tới bán cầu, có lông tơ. Lá đài 3, nhỏ hơn nhiều so với cánh hoa, mở bằng mảnh vỏ (xếp van) khi ở trong nụ. Cánh hoa 6, mọc thành 2 vòng, hình túi ở gốc, ở đỉnh uốn cong ngược lại và mở bằng mảnh vỏ khi ở trong nụ; các cánh ngoài trải rộng, dài xấp xỉ như các cánh trong nhưng rộng bản hơn một chút. Nhị hoa nhiều, mọc thành vài loạt; tạo ra các mô liên kết nhưng không che giấu các ngăn bao phấn đính lưng, đỉnh nhọn đột ngột. Lá noãn 1-8(-15), rời; noãn 4-24 trên mỗi lá noãn, mọc thành 2 loạt; vòi nhụy hình trụ, ngắn; đầu nhụy hình đầu khó thấy, với một khe nứt xuống phía dưới ở mặt trong. Quả dạng có lá noãn rời; các cuống quả đơn lá noãn với vách dày hay gần như không có; quả quả đơn lá noãn ít, hình cầu hay hình trụ, mọng hay dạng gỗ, không lông, có lông măng hay có mụn như hột cơm. Vài hạt trong mỗi quả quả đơn lá noãn, không tách rời từ vách quả.

## Khu vực phân bố
Phân bố tại Nam Á và Đông Nam Á. Tại Việt Nam có khoảng 9-10 loài.

## Các loài
Chi này chứa khoảng 23-38 loài như sau:
- Alphonsea boniana: Thâu lĩnh sần, đằng xuân Kim Bình. Sinh sống tại các khu rừng ở độ cao 300–700 m tại đông nam Vân Nam, Việt Nam, Thái Lan.
- Alphonsea ceramensis
- Alphonsea curtisii
- Alphonsea cylindrica
- Alphonsea elliptica
- Alphonsea gaudichaudiana: Có tại Quảng Nam, Khánh Hòa, Ninh Thuận
- Alphonsea glabrifolia: Thâu lĩnh lá không lông
- Alphonsea hainanensis: Thâu lĩnh Hải Nam, đằng xuân Hải Nam. Sinh sống trong rừng thường xanh lá rộng ở độ cao 400–700 m tại Bắc Trung Bộ Việt Nam, Hải Nam, Quảng Tây, Vân Nam.
- Alphonsea havilandii
- Alphonsea hortensis
- Alphonsea javanica
- Alphonsea johorensis
- Alphonsea keithii
- Alphonsea kinabaluensis
- Alphonsea kingii
- Alphonsea lucida
- Alphonsea lutea
- Alphonsea madraspatana
- Alphonsea maingayi
- Alphonsea malayana
- Alphonsea mollis: Thạch mật. Sinh sống trong các khu rừng thường xanh lá rộng ở độ cao 600-1.000 m ở Quảng Đông, tây nam Quảng Tây, Hải Nam, nam Vân Nam.
- Alphonsea monogyna: Thâu lĩnh, đằng xuân. Rừng thường xanh ở độ cao 400–1200 m tại Tuyên Quang, Yên Bái, Nghệ An, Quảng Tây, Hải Nam, nam Vân Nam.
- Alphonsea orthopetala
- Alphonsea ovata
- Alphonsea pallida
- Alphonsea papuasica
- Alphonsea philastreana: An phong nhiều trái
- Alphonsea sclerocarpa
- Alphonsea sessiliflora
- Alphonsea siamensis
- Alphonsea sonlaensis: Thâu lĩnh Sơn La
- Alphonsea squamosa: Thâu lĩnh vảy, an phong tróc vảy, đằng xuân nhiều đài hoa. Sinh sống ở độ cao 1.500-2.300 m tại Quảng Tây, Vân Nam, Việt Nam. Thường gặp trong các khe núi.
- Alphonsea stenogyna
- Alphonsea teysmannii
- Alphonsea tonquinensis: Thâu lĩnh, an phong Bắc Bộ
- Alphonsea tsangyanensis: Thâu lĩnh Thương Nguyên, đằng xuân nhiều gân. Đặc hữu miền nam Vân Nam, Trung Quốc. Sinh sống ở độ cao 700-1.500 m.
- Alphonsea ventricosa
- Alphonsea zeylanica